# Chuchumbé
El chuchumbé era un ball i cançó de procedència espanyola i de caràcter alegre que arribà a Cuba al final del segle xviii i era ballat per blancs i mestissos.
Les cobles eren plenes de malícia i de picardia i el ball consistia en moviments poc honestos de quatre homes i quatre dones que s'abraçaven i es donaven cops de panxa contra panxa durant la seua execució.